# Cracks (album)
Cracks è l'album di debutto della cantante danese Nabiha, pubblicato il 29 gennaio 2010 su etichetta discografica disco:wax. Dell'album è stata pubblicata una ristampa il 20 settembre 2011 intitolata More Cracks, distribuita anche in Germania e Polonia nel 2012.
L'album aveva inizialmente debuttato alla 17ª posizione nella classifica danese, ma in seguito all'uscita di More Cracks ha raggiunto il suo picco al 13º posto.

## Tracce
1. Red Letter Day – 2:47
2. Deep Sleep – 3:03
3. The Enemy – 3:09
4. You – 3:10
5. Cracks in the Concrete – 3:15
6. My Friend – 3:47
7. Computer Love – 3:10
8. Boomerang – 2:58
9. If I Cared – 3:02
10. Midnight Blues – 3:30
11. Sneaking Out the Backdoor – 3:22
12. Open Doors – 3:53
13. The Tale of the Children & the Golden Tree – 2:38
14. 2-3-4 – 2:12

More Cracks
1. Sound of My Gun – 3:22
2. Trouble – 3:14
3. Deep Sleep – 2:46
4. The Enemy – 3:08
5. Sneaking Out the Backdoor – 3:22
6. Never Played the Bass – 3:11
7. Cracks in the Concrete – 3:15
8. You – 3:10
9. Can't Do Anything – 3:15
10. Computer Love – 3:09
11. Boomerang – 2:57
12. Midnight Blues – 3:30

## Classifiche
| Classifica (2012) | Posizione massima |
| ----------------- | ----------------- |
| Danimarca         | 13                |